# Джери О'Конъл
Майкъл Джеремая О'Конъл (на английски: Michael Jeremiah O'Connel), по-известен като Джери О'Конъл (на английски: Jerry O'Connel) е американски актьор, известен с ролите си на Куин Малъри в Слайдърс, на Върн Тесио в Бъди до мен, на Чарли Кабърн в Кенгуруто Джак, на детектив Уди Хойт в Среща с Джордан.

## Биография

### Ранни години
Джери О'Конъл е роден в Ню Йорк в семейството на Линда (по рождение Витковска), учител по изобразително изкуство и Майкъл О'Конъл, директор на рекламна агенция, дошъл от Англия. Във вените му тече британска, италианска и ирландска кръв по бащина линия и полска по майчина линия. Неговият дядо по майчина линия, Чарлз Витковски е кмет на Джърси Сити, Ню Джърси между 1957 и 1961. През 1975 с ражда брат му, Чарли О'Конъл, също актьор. Първата му поява на екрана е в 20-и епизод на Чарлс в отговор през 1984. През 1986 играе първата си роля на големия екран - Бъди до мен.
Между 1991 и 1994 специализира кино в Нюйоркския университет. Паралелно с това влиза и в отбора по фехтовка на университета и става капитан на неговата част, която използва саби.

### Кариера като възрастен
През 1993 той участва във филма Момичето от календара. Следва една от най-известните му роли - тази във Слайдърс. Изреждат се участия във филмите Джери Магуайър (1996), Изстрели по тялото (1999), Мисия до Марс (2000), Томкетс (2001), Писък 2 (1997) и Кенгуруто Джак (2003).
На малкия екран той се появява в Среща с Джордан, Грозната Бети, Лас Вегас, Лигата на справедливостта, Последното обаждане на Карсън Дели И ДР.. През 2004, в Последното обаждане на Карсън Дели той носи памперс заради рекламна кампания на компанията GoodNites. Списание National Enqueror показва снимката му с памперса.

### Личен живот
През 2007 той се жени за актрисата и бивша манекенка Ребека Ромайн в Калабасас, близо до Лос Анджелис, Калифорния.

## Филмография

### Актьор
- Charles in Charge (1984) playing David Landon in episode: The Organization Man (episode # 4.20) 1989
- The Equalizer (1985) playing Bobby in episode: The Child Broker (episode # 3.13)
- Бъди до мен (1986) – Vern Tessio
- The Room Upstairs (1987) (TV) – Carl
- My Secret Identity (1988–1991) (TV Series) – Andrew Clements
- Ollie Hopnoodle's Haven of Bliss (1988) (TV) – Ralphie Parker
- Camp Wilder (1992) (TV Series) – Brody Wilder
- Calendar Girl (1993) – Scott Foreman
- Слайдърс (1995–1999) (TV series) – Quinn Mallory
- The Ranger, the Cook and a Hole in the Sky (a.k.a. Hole in the Sky) (1995) (TV) – Mac
- Blue River (1995) (TV) – Lawrence Sellars
- Джери Магуайър – Frank Cushman
- Joe's Apartment (1996) – Joe
- Scream 2 (1997) – Derek Feldman
- Body Shots (1997) – Michael Penorisi
- Can't Hardly Wait (1998)
- The 60's (1999) – Brian Herlihy
- Mission to Mars (2000) – Phil Ohlmyer
- Мераклии (2001) – Michael Delaney
- Night Visions (2001) playing Andy in episode: Rest Stop (episode # 1.9)
- Buying the Cow (2002) – David Collins
- The New Guy (2002) – Highland High Party Twin
- Crossing Jordan (2002–2007) (TV series) – Detective Woody Hoyt
- Las Vegas (TV series) – Detective Woody Hoyt (5 episodes, 2004–2006)
- Romeo Fire (2002) TV series pilot – Ryan Wheeler
- Kangaroo Jack (2003) – Charlie Carbone
- Fat Slags (2004)-Sean Cooley
- Justice League Unlimited (TV Series) (2005) – Captain Marvel
- Yours, Mine and Ours (2005) – Max/Mac
- Room 6 (2006) – Lucas
- Man About Town (2006) – David Lilly
- The Batman – (episode # 4.7) Dick Grayson/Nightwing
- Ugly Betty – Season 1 episode Derailed
- Gene Simmons Family Jewels (2007) Kentucky Derby (as himself)
- Carpoolers (2007)(TV series) – Laird Holcomb
- Samantha Who? – Craig (TV series) (1 episode, 2008)
- Do Not Disturb (2008) (TV series) – Neil
- Mad TV – Season 14 Premiere (Guest Starring)
- Midnight Bayou (2009) (made-for-TV) – Declan
- Obsessed (2009) – Ben
- Piranha 3-D (2010) – Derrick Jones
- Cat Tale (2010) (in production) – Voice of Biscuit

### Продуцент
- Sliders (1995) TV series (1998–1999)
- First Daughter (2004)

### Режисьор
- Sliders (1997) TV series – Stoker
- Sliders (1999) TV series – Slidecage, Lipschitz Live, Data World, Roads Taken